# Марчук Роман Миколайович
Роман Миколайович Марчук (нар. 20 червня 1982, село Комарове, тепер Маневицького району Волинської області) — український діяч, виконувач обов'язків голови Чернівецької обласної державної адміністрації (2014—2015 рр.).

## Життєпис
У 2001 році закінчив Київський технікум готельного господарства за спеціальністю правознавство (юрист).
У 2001—2003 роках — провідний спеціаліст Маневицького районного управління юстиції Волинської області.
У 2003—2006 роках — помічник-консультант народного депутата України Степана Хмари.
У 2004 році закінчив Київський університет туризму, економіки і права за спеціальністю правознавство (юрист).
У 2006—2007 роках — помічник-консультант народного депутата України Олександра Скибінецького.
У 2007 році — старший консультант відділу воєнної політики та безпеки Національного інституту проблем міжнародної безпеки Ради Національної безпеки і оборони України.
У 2007—2012 роках — помічник-консультант народного депутата України Олександра Скибінецького.
У 2010 році закінчив Національну академію державного управління при Президентові України, магістр державного управління.
У 2012—2014 роках — помічник-консультант народного депутата України Романа Ванзуряка.
У квітні 2014 — лютому 2015 року — заступник голови—керівник апарату Чернівецької обласної державної адміністрації.
25 листопада 2014 — 5 лютого 2015 року — виконувач обов'язків голови Чернівецької обласної державної адміністрації.